# Miguel Ángel de Castro
Miguel Ángel de Castro, né le 5 avril 1970 à Ávila, est un pilote professionnel espagnol. 
Depuis le début de sa carrière de pilote en 1991, il a disputé 99 courses, en remportant cinq et réalisant 25 podium. En outre, il a réalisé six pole position.